# Pseudogobiopsis paludosus
Pseudogobiopsis paludosus är en fiskart som först beskrevs av Herre, 1940.  Pseudogobiopsis paludosus ingår i släktet Pseudogobiopsis och familjen smörbultsfiskar. Inga underarter finns listade i Catalogue of Life.